# Kámen (Hřebeny)
Kámen (415 m n. m.) je kopec v severní části brdských Hřebenů. Nachází se 10 km jihozápadně od soutoku Vltavy a Berounky, mezi obcemi Všenory a Jíloviště. Vrchol Kamene je nejvyšším bodem Kopaninské vrchoviny, protože o 4 metry převyšuje vrchol Kopaniny (411 m n. m., vysílač Cukrák), po které je severní část Hřebenů pojmenovaná.

## Název
Kdysi byl Kámen nazýván Merštajn nebo německy Meerstein, což znamená Mořský kámen. Podle knihy Toulání po Brdech od Jana Čáky mohl tento název vzniknout v 16. století, kdy patřily Horní a Dolní Mokropsy šlechtici Jakubovi Menšíkovi z Menštejna a ten také vlastnil část tohoto kopce. A Menštejn se mohl zkomolit na Merštajn.

## Přístup

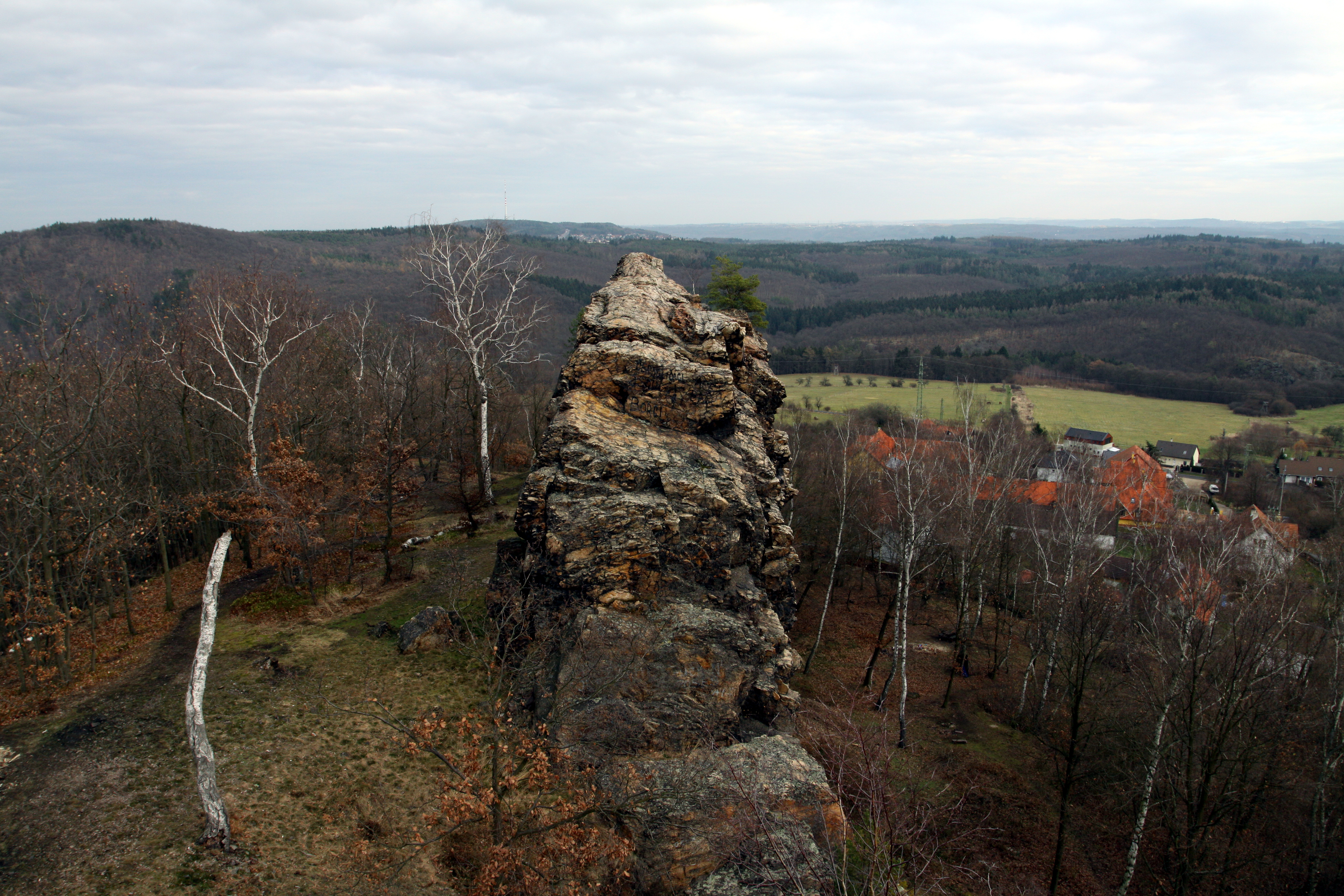
Kámen z Černolických skal (vlevo)

Na vrchol nevedou ani žádné značené cesty, ale je přístupný po neznačené cestě, která odbočuje z modré značky mezi Všenory a Jílovištěm. Odbočka se nachází 2 km od nádraží Všenory a 1 km od zastávky Jíloviště Trnová, u dřevěné sochy Artemis, řecké bohyně lovu a ochránkyně lesů a divoké zvěře. Od sochy vede cesta 250 metrů na západ, kde se z ní odpojuje na jihozápad pěšina, která po dalších 250 metrech dojde až na vrchol. Ten je porostlý převážné dubovým lesem a poskytuje jen částečné výhledy jihozápadním směrem na sousední okrsek Skalecký hřbet se 7 km vzdálenou Skalkou (554 m). Celková délka výstupu ze Všenor je 2,5 km s převýšením 210 metrů, z Jíloviště je cesta kratší – 1,5 km s převýšením pouze 70 metrů.